# Engel-Apotheke (Regensburg)

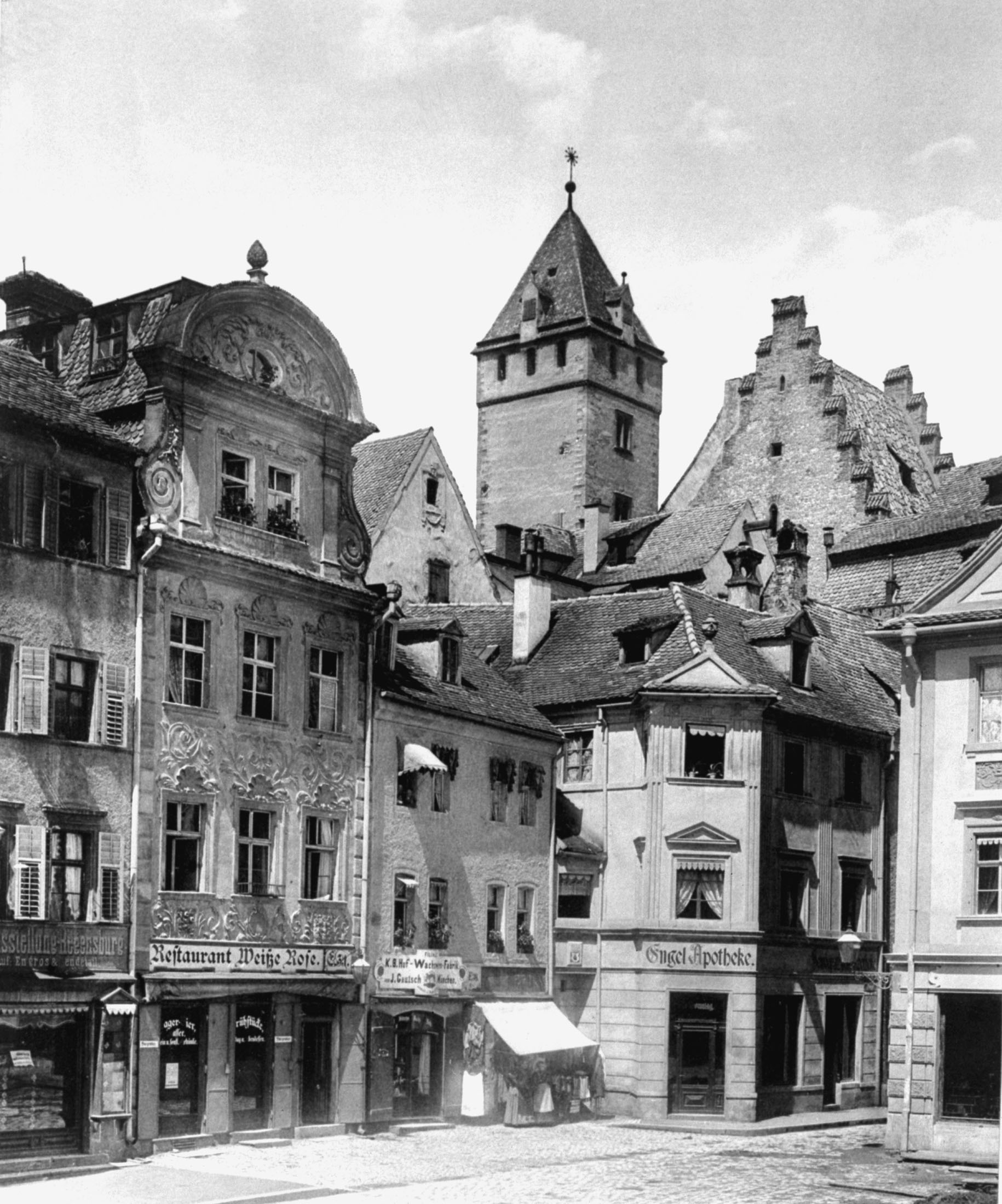
Die Engel Apotheke in Regensburg im Jahre 1892

Die Engel Apotheke ist eine Apotheke in der Regensburger Altstadt. Sie gilt nach der Löwen Apotheke Trier als zweitälteste Apotheke Deutschlands.

## Geschichte
Die Apotheke wurde 1259 in der Wahlenstraße gegründet, erster Apotheker war vermutlich Heinrich Peisinger. 1637 siedelt die Apotheke an ihren heutigen Standort um: Der damalige Apotheker Cornelius Devenne erwarb das Anwesen in der Tändlergasse 22–24, an der Ecke zum Neupfarrplatz. Das Haus war 1519 während der Judenvertreibung zerstört und 1563 von Ulrich Schmidl, einem Mitbegründer von Buenos Aires wieder aufgebaut worden. Cornelius Devenne verkaufte das Anwesen 1672 an Johann Paul Schlapp. 
Den Namen „Engel Apotheke“ trägt die Apotheke vermutlich seit dem 18. Jahrhundert. Ein berühmter Apotheker in der „Engel Apotheke“ war Ernst Wilhelm Martius, der 1790 die Regensburgische Botanische Gesellschaft mitgründete, die älteste noch existierende botanische Vereinigung der Welt.  
Von 1891 bis 1998 prägte die Familie Sonntag die Apotheke. Johannes Sonntag kaufte sie, richtete ein riesiges Kräuterlager ein und gründete 1923 das ISO-Werk zur Herstellung von Naturarzneien. Er betrieb eigenen Heilpflanzenanbau und gründete eine eigene Verlagsbuchhandlung für homöopathische Schriften. 1987 wurde das ISO-Werk an die DHU-Firmengruppe Schwabe in Karlsruhe verkauft. Der „letzte Sonntag“, Apotheker Rolf Sonntag übernahm 1951 die Apotheke und feierte 1991 „100 Jahre Familie Sonntag in der Engel Apotheke“. Er verstarb im Juni 1998.

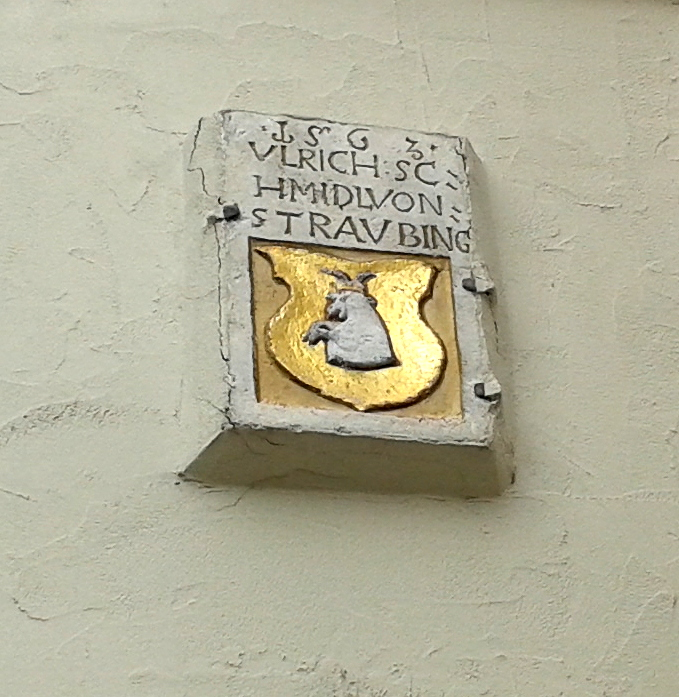
Wappen Ulrich Schmidls an der Mauer der Engel Apotheke Regensburg

Im April 1999 eröffnete Christine Gitter die Apotheke wieder. Antje Bullmann, seit 2006 Apothekerin in der „Engel Apotheke“ übernahm im Oktober 2015 die Führung der Apotheke.